# Uganda-Grasantilope
Die Uganda-Grasantilope (Kobus thomasi), auch Uganda-Kob genannt, ist eine afrikanische Antilopenart aus der Gattung der Wasserböcke. Sie kommt im Westen und Nordwesten von Uganda, im Südsudan, westlich des Nils und im Nordosten der Demokratischen Republik Kongo vor. Populationen in den Steppen an den Ufern des Victoriasees im Südwesten von Kenia und Nordwesten von Tansania sind ausgestorben. Grund war die Bejagung und die Ausbreitung menschlicher Siedlungen.

## Merkmale
Uganda-Grasantilopen erreichen eine Länge von 125 bis 180 cm und eine Schulterhöhe von 70 bis 105 cm und sind damit die größten Antilopen der Kob-Gruppe. Männchen sind etwa 50 % größer als die Weibchen und ihr Hals ist dicker und muskulöser. Das Gewicht der Männchen liegt bei 50 bis 120 kg, das der Weibchen bei 60 bis 77 kg. Die Hörner der Männchen können 50 bis 69 cm lang werden. Weibchen sind hornlos. Das glatte, leicht glänzende Fell ist rötlichbraun gefärbt, oft mit einem leichten gelblichen Schimmer. Die Bauchseite und die Innenseite der Gliedmaßen sind weiß. Auch der Bereich rund um die Augen, die Schnauzenspitze, die Kehle und das Innere der Ohren sind weiß. Der 10 bis 15 cm lange Schwanz ist auf der Unterseite weiß und endet mit einer buschigen, schwarzen Spitze. An den Vorderseiten aller vier Gliedmaßen befindet sich ein schwärzlicher Streifen und ein weißes Band verläuft um jedes Bein unmittelbar oberhalb der Hufe. Die Hörner sind S-förmig und deutlich geriffelt. Von der Seite gesehen biegen sie sich zunächst nach hinten und dann nach oben.
Die dunklen Streifen auf den Vorderseiten der Beine sind bei der Uganda-Grasantilope schwärzer als bei der Senegal-Grasantilope (Kobus kob) und der Kamerun-Grasantilope (Kobus loderi) und weißen Flecken an der Kehle und im Gesicht sind mehr ausgeprägt als bei den beiden verwandten Arten aber nicht so intensiv wie bei der Weißohr-Moorantilope (Kobus leucotis).

## Lebensraum und Lebensweise

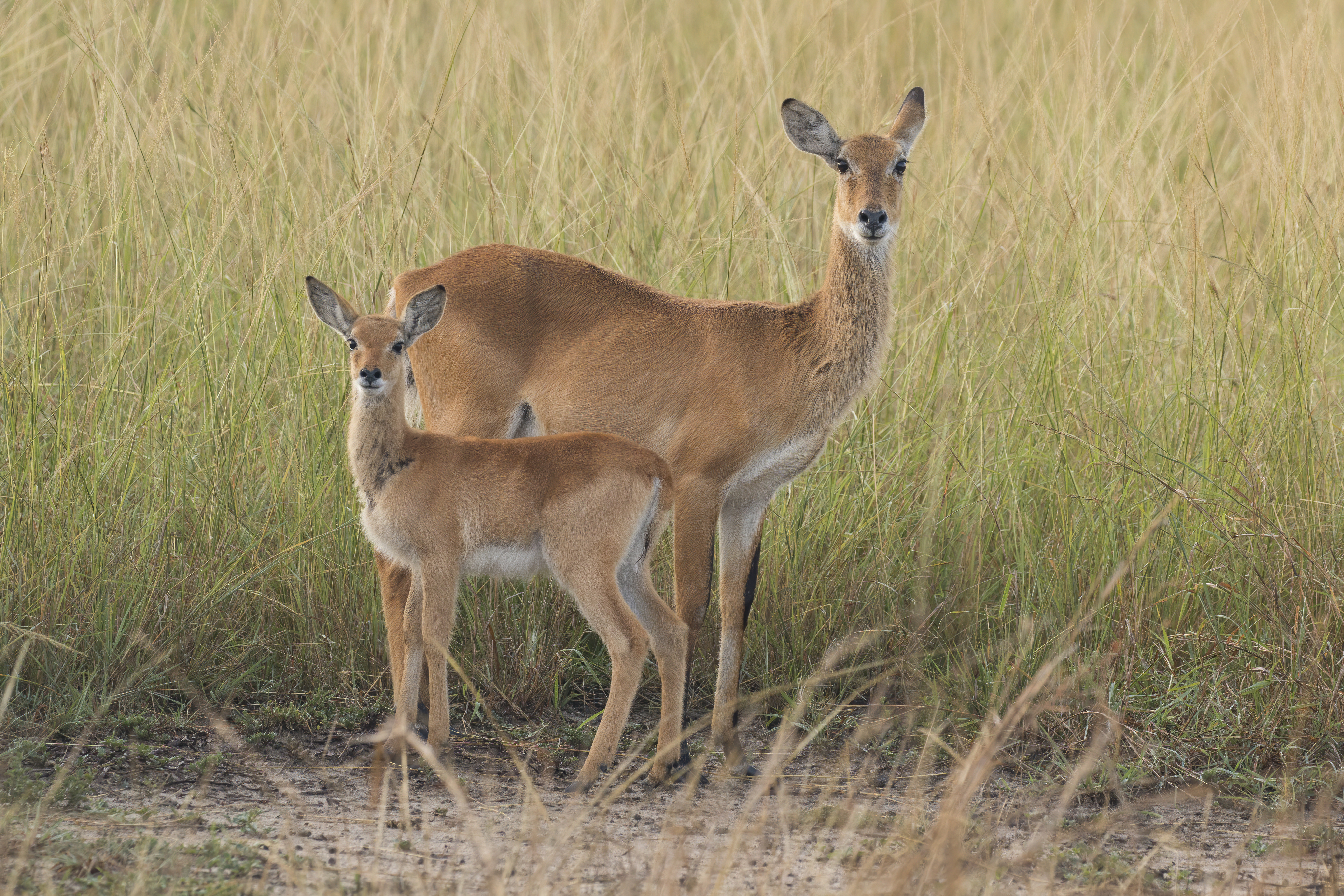
Weibchen mit Jungtier

Die Uganda-Grasantilope lebt in feuchten offenen Savannen und in Waldsavannen oft in der Nähe von Flüssen, Seen, Sümpfen oder feuchten Niederungen mit Wasserstellen. Je nachdem wie günstig das Habitat für die Tiere ist, leben acht bis 50 Grasantilopen auf einem Quadratkilometer. Sie bilden lockere, temporäre Herden aus meist 30 bis 50 Einzeltieren. In der Regenzeit, wenn es viel zu fressen gibt, können die Herden auch bis zu 1000 Individuen umfassen. Die Uganda-Grasantilope ernährt sich vor allem von kurzen, grünen Gräsern. Männchen sind territorial. Das Territorium wird aber nicht markiert, sondern der Besitzanspruch wird nur durch pfeifende Rufe und durch Stolzieren mit erhobenem Kopf und niedergelegten Ohren angezeigt. Betritt ein anderes Männchen das Territorium, kann es zu ernsthaften Kämpfen kommen. Der Besitz über ein bestimmtes Territorium ist zeitlich begrenzt und kann gewöhnlich nur wenige Tage bis einige Monate aufrechterhalten werden. Die wichtigsten Fressfeinde der Uganda-Grasantilope sind Löwe, Leopard, Tüpfelhyäne und Gepard.

## Fortpflanzung

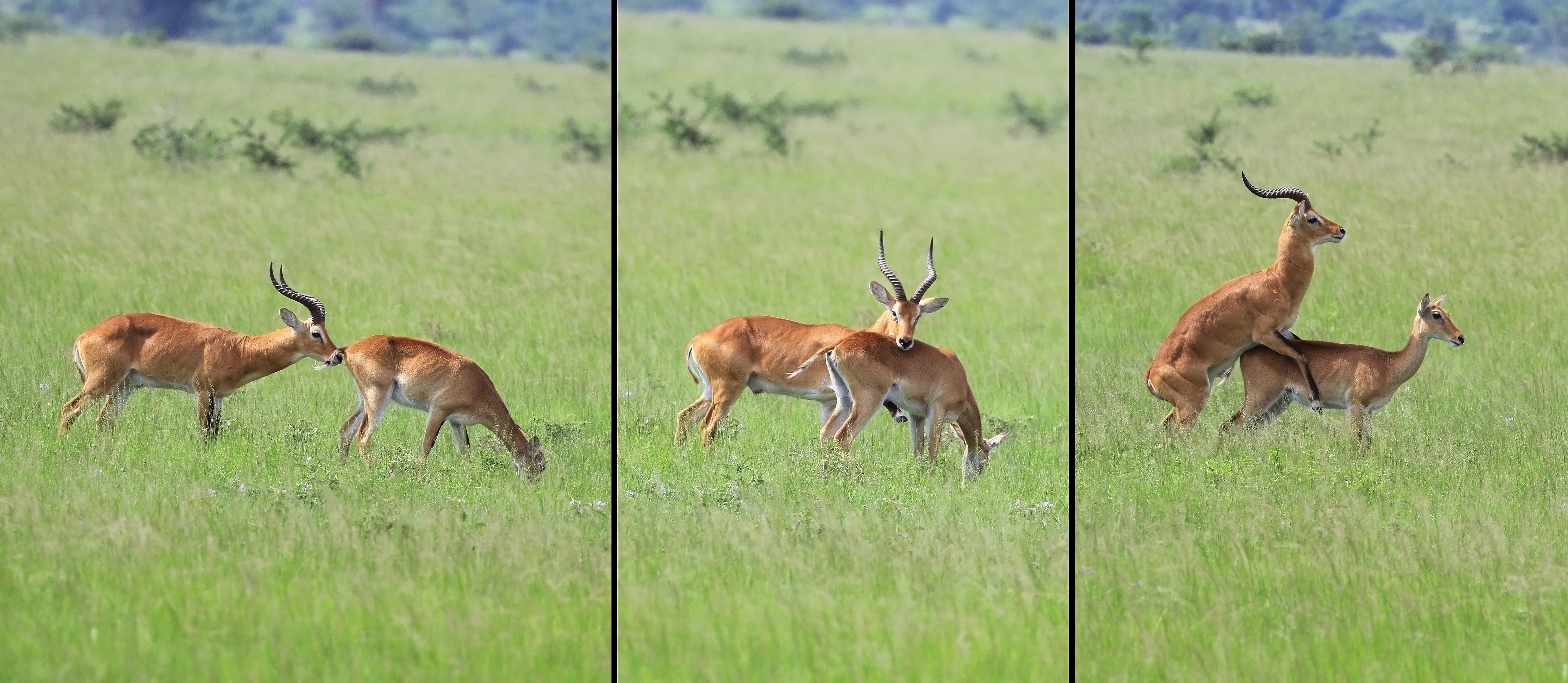
Uganda-Grasantilopen bei der Paarung

Neugeborene Uganda-Grasantilopen werden das ganze Jahr über gesehen, die meisten werden jedoch zum Ende der Regenzeit von September bis Dezember geboren. Die Tragzeit liegt bei 225 bis 270 Tagen. Es wird jeweils nur ein Jungtier geboren, das die ersten sechs Wochen seines Lebens in einem Versteck liegt und erst danach der Mutter folgt. Weibchen werden mit einem Alter von 13 Monaten geschlechtsreif, Männchen sind beim Erreichen der Geschlechtsreife fünf Monate älter. Uganda-Grasantilopen können 17 Jahre alt werden.

## Systematik
Die Uganda-Grasantilope ist eine Art aus der Gattung der Wasserböcke (Kobus), zu der rund ein Dutzend Arten gehören. Die Gattung steht innerhalb der Tribus der Reduncini und der Familie der Hornträger (Bovidae). Zu den Reduncini werden zusätzlich noch die Riedböcke (Redunca) und die Rehantilope (Pelea) gezählt. Die Vertreter der Tribus repräsentieren mittelgroße bis große, an wasserreiche Landschaften angepasste Antilopen, die sich hauptsächlich grasfressend ernähren.
Als nächste Verwandte der Uganda-Grasantilope können die Senegal-Grasantilope (Kobus kob) und die Weißohr-Moorantilope (Kobus leucotis) aufgefasst werden. Alle drei Vertreter und unter Umständen auch die Kamerun-Grasantilope (Kobus loderi) galten ursprünglich als zu einer Art gehörig (Kobus kob), umgangssprachlich wurde diese als „Kob“ bezeichnet. Innerhalb der Art Kobus kob im weiteren Sinne hatten sie den Status einer eigenständigen Unterart inne. Bei einer umfangreichen Revision der Huftiersystematik durch die beiden Zoologen Colin Groves und Peter Grubb aus dem Jahr 2011 wurde der „Kob“ jedoch in vier eigenständige Arten aufgeteilt, die einzelnen Unterarten erhielten dadurch jeweils Artstatus. Aufgrund der engen Verwandtschaft der vier Antilopenformen werden sie von den Autoren in der Kobus kob-Gruppe zusammengefasst.
In molekulargenetischen Analysen, veröffentlicht im Jahr 2001, erwiesen sich die Verwandtschaftsverhältnisse innerhalb der Kobus kob-Gruppe aber als komplexer, da sich die Uganda-Grasantilope zur Senegal-Grasantilope paraphyletisch verhält. Weitere Studien aus dem Jahr 2007 bestätigen diese Erkenntnis. In dieser konnten anhand der Haplotypen zwei Kladen herausgearbeitet werden: eine westliche mit der Senegal- und Uganda-Grasantilope und eine östliche mit der Weißohr-Moorantilope. Des Weiteren wurde erkannt, dass die Population  im Murchison-Falls-Nationalpark zwar phänotypisch der Uganda-Grasantilope entspricht, dem Genotyp zufolge aber zur Weißohr-Moorantilope gehört. Die Autoren führten ihre Ergebnisse auf die stammesgeschichtliche Vergangenheit der Kobus kob-Gruppe zurück. Demnach bestanden die Vorläufer der heutigen Arten im Pleistozän isoliert voneinander und bildeten eine westliche und eine östliche Gruppe (eine „proto-kob“- und eine „proto-leucotis-Gruppe“). Die westliche Gruppe breitete sich später nach Osten in den heutigen Lebensraum der Uganda-Grasantilope aus. Wiederum später zogen einzelne Populationen der östlichen Gruppe südwärts und hybridisierten mit Vertretern der westlichen Gruppe. Aufgrund der komplexen Verwandtschaftsverhältnisse zwischen der Senegal- und der Uganda-Grasantilope zweifeln die Autoren den eigenständigen taxonomischen Status letzterer an.
Die Uganda-Grasantilope wurde im Jahr 1895 durch den britischen Zoologen Philip Lutley Sclater unter der Bezeichnung Cobus thomasi erstmals beschrieben. Seine Arbeit basiert auf einem Kopf eines männlichen Individuums von der Berkeley Bay des Victoriasees an der Grenze von Uganda und Kenia. Die Region gilt als Typusgebiet der Art. Das Tier befand sich zu dem Zeitpunkt im Natural History Museum in London. Ursprünglich wurden die Wasserböcke Ostafrikas der Senegal-Grasantilope oder der Weißohr-Moorantilope zugeschlagen. Anhand des neuen Individuums erkannten aber sowohl Sclater als auch Oldfield Thomas Unterschiede zu diesen Arten. Im gleichen Zeitraum präsentierte Oscar Neumann einige Tiere aus den damaligen Kolonien Deutsch-Ostafrika und Britisch-Ostafrika dem Natural History Museum, die er auf seiner Reise im Zeitraum von 1892 bis 1895 gesammelt hatte. Auch dabei kamen die beteiligten Wissenschaftler zu dem Schluss, dass es sich um eine neue Art handeln musste. Neumann bereitete daraufhin eine Beschreibung vor und benannte die Art zu Ehren von Oldfield Thomas mit dem Artepitheton thomasi. Der Druck des Aufsatz verzögerte sich allerdings. Zwischenzeitlich hatte Sclater einen eigenen Beitrag erstellt, in dem er den Namensvorschlag Neumanns übernahm und ihn auch als Autoren der neuen Art auswies. Neumanns eigene Arbeit erschien erst im Jahr nach Sclaters Erstbeschreibung, hierin verwendete er die Bezeichnung Adenota thomasi (Adenota ist eine Synonymbezeichnung für Kobus, eingeführt von John Edward Gray 1850). Demnach gilt Neumanns Adenota thomasi als jüngeres Synonym zu Sclaters Kobus thomasi.

## Gefährdung
Die IUCN listet die Uganda-Grasantilope als nicht gefährdet (Least Concern). Der Bestand wird auf 40.000 bis 100.000 Individuen geschätzt und mehr als 95 % der Tiere leben in Schutzgebieten, darunter der Südliche Nationalpark im Südsudan und die Nationalparks Queen-Elizabeth und Murchison-Falls in Uganda und Garamba und Virunga im Kongo.